# Splint & Co.
Splint & Co. (Spirou et Fantasio) er en belgisk tegneserie om vennerne Splint og Kviks eventyrlige oplevelser sammen med deres dyrevenner Spirillen og egernet Spip.

## Historie

### Seriens oprindelse
Seriens første tegner var Robert Velter (Rob-Vel), som fandt på den til seriemagasinet Journal de Spirous begyndelse i 1938.
Tegneseriefiguren Splint (Spirou) var i starten af serien piccolo på "Moustique Hotel", og han går selv i de nyeste historier stadig klædt i sin røde uniform, selvom hans arbejde ikke har været nævnt i serien i mange år.
I modsætning til de fleste figurer i europæiske tegneserier tilhører figuren Splint sin udgiver, Dupuis, og ikke en bestemt forfatter, da Dupuis købte magasinet og dets figurer af Rob-Vel i 1943. Serien blev derfor overdraget til flere forskellige kunstnere, først Joseph Gillain (Jijé) i 1943. I 1944 introducerede Jijé en ny figur, Kvik (Fantasio), Splints bedste ven og med-eventyrer.

### Franquins Splint
Jijé overdrog serien til den unge André Franquin i 1946, midt under tilblivelsen af Spirou et la maison préfabriquée. Franquin udviklede serien fra enkeltstående humoristiske rammer og korte føljetoner til lange eventyr med komplekse handlinger, og han anses for at være seriens vigtigste forfatter. Franquin introducerede et større antal tilbagevendende figurer, især opfinderen og videnskabsmanden grev Champignac, foruden den gale videnskabsmand Zorglub, Kviks fætter Sante/Santas (Zantafio), som vil være diktator, journalisten Myg (Seccotine), en af de få kvindelige figurer i belgiske tegneserier fra den periode.
En af Franquins figurer, som endte med at få sit eget "liv", var Spirillen (Marsupilami), et fiktivt abelignende væsen med en særdeles lang gribehale. Spirillen medvirker i de fleste af Franquins historier, første gang i 1952 i Arvestriden (Spirou et les héritiers). I serien adopteres spirillen af heltene og følger dem overalt. I 1957 gjorde Franquin dog en undtagelse i Hvor er Spirillen? (Le nid des marsupilamis), der i form at et dokumentarhæfte fortæller om Spirillen i dens naturlige levested i det fiktive sydamerikanske land Palombia (Palombie).
I Buddhas fange (Le prisonnier du Bouddha, 1959) begyndte Franquin at samarbejde med Greg (tekst) og Jidéhem (baggrunde). Som i nogle af sine senere serier (eksempelvis Bruno Brazil og Bernard Prince), foregår Gregs historier i realistiske geopolitiske sammenhænge. Den førnævnte Buddhas fange foregår i Kina, med tilslørerede referencer til den kolde krig. SOS fra Bretzelburg (QRN sur Bretzelburg) foregår i to fiktive europæiske lande, der får læseren til at tænke på Tyskland før genforeningen. Det var sammen med Greg, at Franquin fandt på skurken Zorglub til dobbelthistorierne Z som Zorglub (Z comme Zorglub) og I skyggen af Z (L'ombre du Z).
Efterhånden som Franquin blev træt af Splint & Co., begyndte hans anden større figur, Vakse Viggo (Gaston Lagaffe), at få forrang i hans arbejde, og efter den kontroverselle Ballade i Champignac (Panade à Champignac) blev serien i 1969 overdraget til den unge ukendte tegner og Splint & Co.-fan, Jean-Claude Fournier. Som en følgevirkning deraf, medvirkede Spirillen kun i en sidste historie, Guldmageren (Le faiseur d'or). Dette fordi Franquin besluttede sig for at beholde rettighederne til figuren, mens alle andre figurer forblev udgiverens. Fra Trianglen længe leve (Du glucose pour Noémie) omtales Spirillen ikke længere. Først i 1990 dukker Spirillen op igen, i sin egen tegneserie og tegnefilmsserie i fjernsynet.

### En lang overgang
Fournier forfattede nye album i serien og gjorde Splint & Co. til en mere moderne serie. Hvor Franquins historier havde en tendens til at være politisk neutrale, (hans senere arbejde, særligt Franquins sorte sider (Idées noires) viste en mere samfundskritisk side af ham), beskæftigede Fournier sig med aktuelle emner (i 1970'erne) som atomenergi i Varsleren (L'Ankou), diktaturer finansieret af narkotika i Tyrannen Kodo (Kodo le tyran) og Duvalier-lignende undertrykkelse i Tora Torapa (hvor både Zorglub og Sante optræder for første gang siden Franquin). Selv om Fournier introducerede nye figurer som Ororéa og Itoh Kata, foruden den okkulte kriminelle organisation Trianglen, er kun få af dem blevet anvendt af senere kunstnere.
I slutningen af 1970'erne satte Fournier tempoet ned, og udgiveren søgte nye forfattere, som kunne erstatte ham. En overgang arbejdede tre forskellige hold på historier. Nic Broca (tegninger) og Raoul Cauvin (tekst) fortsatte, hvor Fournier slap, uden at tilføre figurerne meget nyt. Deres primære tilføjelse til Splint & Co.-universet, den sorte boks, som er et apparat, der eliminerer lyd, var en anerkendt relancering fra en tidlig historie af Jidéhem (La bulle du silence). Forfatterne havde ikke tilladelse fra udgiveren til at anvende bifigurerne, hvorfor deres historier har fået en sekundær placering i serien.
Yves Chaland foreslog en mere radikal ændring, og hans (meget korte) arbejde med Splint & Co. (Coeurs d'acier, 1982) er en ironisk tilbagevenden til serien, som den så ud i 1940'erne. Denne hyldest til Jijé- og tidlige Franquin-historier blev anset for at være for avanceret til de almindelige læsere af serien.

### Splint & Co. i nutiden
Makkerparet Philippe Tome (tekst) og Janry (tegninger) gav igen serien succes, både blandt anmelderne og salgsmæssigt. Grafisk var forfatternes arbejde en hyldest til Franquins klassiske historier og tog moderne emner op som bioteknologi i Virus! (Virus), robotik i En robot for meget (Qui arrêtera Cyanure?) og endda tidsrejse i dobbelthistorien Fanget i fortiden og Gensyn med Z (L'horloger de la comète og Le réveil du Z), hvor sidstnævnte indeholder en fremtidsudgave af Zorglub. Med Den absolut enestående historie om Lille Splint (La jeunesse de Spirou (1987) fandt Tome og Janry på historier om Splints ungdom, og dette blev senere til en særskilt serie, Den lille Splint (Le Petit Spirou), der fortæller om figurens gerninger som folkeskoleelev, hvor mange af historierne handler om figurens interesse for det modsatte køn.
En ny skurk, den uheldige mafiaboss Vito Cortisone, blev introduceret i I New-York (Spirou à New-York, 1987), mens Splint og Kvik i I Moskva (Spirou à Moscou, 1990) besøger Sovjetunionen for første gang, netop som kommuniststyret var ved at kollapse.
I Jagten på Splint (Machine qui rêve, 1998) prøvede Tome og Janry igen at forny serien med en mere moden handling (såret helt, kærlighedsforhold) forenet med en mere realistisk grafisk stil. Dette pludselige skift til en mere dyster stil, selvom begyndelsen var synlig i tidligere album og i andre serier af de samme forfattere (Soda, Berceuse assassine), chokerede mange læsere.
Efter en pause på seks år, hvor kun parodialbummet L'accélérateur atomique af Lewis Trondheim blev udgivet, og som ikke er en del af den officielle serie (men dog blev godkendt af Dupuis), gik serien tilbage til en mere klassisk fortællestil med de garvede Jean-David Morvan (tekst) og José-Luis Munuera (tegninger). Sidstnævnte holdt sig tæt op ad ånden i Franquins grafiske stil, med kunsterens egen modernistiske ændringer.

## Album
Numrene i listen er de originale, som serien nu (gen)udgives under i Danmark efter Egmont Serieforlaget har overtaget rettighederne. Eventuelle numre i parentes før de danske titler er fra den oprindelige udgivelsesrækkefølge i Danmark, som ikke var kronologisk.

### Rob-Vel
Intet er endnu udgivet på dansk i album, men hele Rob-Vels produktion er udgivet i bogen Splint & Co. af Rob-Vel 1938-1943 ISBN 978-87-7021-287-8.

### Jijé
Intet er endnu udgivet på dansk i album, men hele Jijés produktion er udgivet i bogen Splint & Co. af Jijé 1940-1951 ISBN 978-87-7021-288-5.

### Franquin
- 1. Quatre aventures de Spirou et Fantasio indeholder fire historier: Spirou et les plans du robot, 1948 (klassiker 2 Robotten), Spirou sur le ring, 1948, Spirou fait du cheval, 1949 (Hyp og hop), og Spirou chez les Pygmées, 1949 (klassiker 1 Pygmæerne)
- 2. Il y a un sorcier à Champignac, 1951 (16. Trolddom og champignoner), skrevet af Henri Gillain, første gang man møder greven af Champignac og borgmesteren
- 3. Les Chapeaux noirs, 1952 (30. De sorte hatte), efterfulgt af Comme une mouche au plafond af Jijé; Spirou et les hommes-grenouilles af Jijé, og Mystère à la frontière (Mysteriet ved grænsen)
- 4. Spirou et les héritiers, 1952 (7. Arvestriden), første gang man møder fætter Sante og spirillen
- 5. Les voleurs du Marsupilami, 1952 (21. Hvor er spirillen?), efter en idé af Jo Almo, fortsætter hvor Arvestriden slutter
- 6. La corne de rhinocéros, 1953 (8. Næsehornets hemmelighed), første gang man møder Myg
- 7. Le dictateur et le champignon, 1953 (9. Ned med diktatoren)
- 8. La mauvaise tête, 1954 (11. Kvik i knibe)
- 9. Le repaire de la murène, 1955 (6. I murænens gab), første gang man møder John Helena
- 10. Les pirates du silence, 1956 (12. Operation stilhed), med Rosy (tekst) og Will (baggrunde), efterfulgt af La Quick Super, 1956 (Kvik kører Quick)
- 11. Le gorille a bonne mine, 1956 (13. Guld og gorillaer), efterfulgt af Vacances sans histoires
- 12. Le nid des marsupilamis, 1957 (10. Den vilde spiril), efterfulgt af La foire aux gangsters (Gangstergøgl)
- 13. Le voyageur du mésozoïque, 1957 (14. Ægget fra fortiden), efterfulgt af La peur au bout du fil, 1959, med Greg (tekst)
- 14. Le prisonnier du Bouddha, 1959 (5. Buddhas fange), med Greg (tekst) og Jidéhem (baggrunde)
- 15. Z comme Zorglub, 1960 (2. Z som Zorglub), med Greg (tekst) og Jidéhem (baggrunde), første gang man møder Zorglub
- 16. L'ombre du Z, 1960 (3. I skyggen af Z), med Greg (tekst) og Jidéhem (baggrunde), afslutter en dobbelthistorie
- 17. Spirou et les hommes-bulles, 1959 (4. Havmysteriet); efterfulgt af Les petits formats (Miniaturemysteriet, 1960, begge med Roba (tegninger); disse historier, sammen med Tembo Tabu, blev udgivet første gang i dagbladet Le Parisien Libéré
- 18. QRN sur Bretzelburg, 1963 (1. SOS fra Bretzelburg), med Greg (tekst) og Jidéhem (baggrunde); en revideret udgave blev udgivet i 1987
- 19. Panade à Champignac, 1968 (15. Ballade i Champignac), med Peyo og Gos (tekst); efterfulgt af Bravo les Brothers, 1967, med Jidéhem (baggrunde)
- 24. Tembo Tabou, 1958 (specialalbum Tembo Tabu), med Roba (tegninger); efterfulgt af korte historier

### Fournier
- 20. Le faiseur d'or, 1970 (17. Guldmageren)
- 21. Du glucose pour Noémie, 1971 (18. Trianglen længe leve)
- 22. L'abbaye truquée, 1972 (19. Mystik på klosteret)
- 23. Tora Torapa, 1973 (20. Tora Torapa))
- 25. Le gri-gri du Niokolo-Koba, 1974 (22. Den forsvundne gri-gri)
- 26. Du cidre pour les étoiles, 1977 (24. Æblevin til stjernerne)
- 27. L'Ankou, 1978 (23. Varsleren)
- 28. Kodo le tyran, 1979 (25. Tyrannen Kodo)
- 29. Des haricots partout, 1980 (26. Bønner overalt), afslutter en dobbelthistorie

### Nic & Cauvin
- 30. La ceinture du grand froid, 1983 (Kuldechok i troperne)
- 31. La boîte noire, 1983 (Den sorte boks)
- 32. Les faiseurs du silence, 1984 (Støjsugeren)

### Tome & Janry
- 33. Virus, 1984 (27. Virus!)
- 34. Aventure en Australie, 1985 (28. Eventyr i Australien)
- 35. Qui arrêtera Cyanure?, 1985 (29. En robot for meget)
- 36. L'horloger de la comète, 1986 (31. Fanget i fortiden)
- 37. Le réveil du Z, 1986 (32. Gensyn med Z), afslutter en dobbelthistorie
- 38. La jeunesse de Spirou, 1987 (33. Den absolut enestående historie om Lille Splint)
- 39. Spirou à New-York, 1987 (34. I New York)
- 40. La frousse aux trousses, 1988 (35. Det sidste hik)
- 41. La vallée des bannis, 1989 (36. De fordømtes dal), afslutter en dobbelthistorie
- 42. Spirou à Moscou, 1990 (37. I Moskva)
- 43. Vito la Déveine, 1991 (38. Uheldige Vito)
- 44. Le rayon noir, 1993 (39. Stort uheld i Champignac)
- 45. Luna fatale, 1995 (40. Lunefulde Luna)
- 46. Machine qui rêve, 1998 (41. Jagten på Splint)

### Morvan & Munuera
- 47. Paris sous-Seine, 2004 (Paris drukner!)
- 48. L'homme qui ne voulait pas mourir, 2005 (Manden som ikke ville dø)
- 49. Spirou et Fantasio à Tokyo, 2006 (Splint og Kvik i Tokyo)

### Morvan, Yann & Manuera
- 50. Aux sources du Z, 2008 (Kilden til Z)

### Yoann & Vehlmann
- 51. Alerte aux Zorkons, 2010 (Zorkonerne Kommer!)
- 52. La Face Cachée du Z, 2011 (Månebase Z)
- 53. Dans les Griffes de la Vipére, 2013 (I Hugormens Kløer)
- 54. Le Groom de Sniper Alley, 2014 (Piccoloen på Sniper Alley)

## Andre historier med Splint & Co.

### Der findes endvidere følgende episoder, som ikke er udgivet i albumform
- Splint, tjener på myggehotellet (Spirou, Groom au Moustic-Hotel) – af Rob-Vel 1938
- Bill Moneys arv (L'Heritage de Bill Money) – af Rob-Vel 1939
- Milliardærens søn (Le fils du milliardaire) – af Rob-Vel, Davine og Jijé 1940
- Splint, filmstjerne (Spirou, Vedette de Cinema) – af Jijé 1940
- Splint på Nordpolen (Spirou au Pole-Nord) – af Jijé 1941
- Bugtaleren Splint (Spirou Ventriloque) – af Rob-Vel 1941
- Forpagteren Splint (Spirou Fermier) – af Rob-Vel 1941
- Splint, den rødgule jæger (Spirou, Chasseur de Fauves) – af Rob-Vel 1942
- Den blå abe (Le singe bleu) – af Rob-Vel 1942
- Splint og "Loppen" (Spirou et "la Puce") – af Rob-Vel 1942
- Splint på planeten Zigomus (Spirou sur la planète Zigomus) – af Rob-Vel 1943
- Den usynlige mand (L'homme invisible) – af Rob-Vel 1943
- Den røde pilot (Le pilote Rouge) – af Jijé 1943
- Splint og eventyret (Spirou et l'Aventure) – af Jijé 1944 (1948)
- Kviks jeep (La jeep de Fantasio) – af Jijé 1945
- Apotekeren (Le pharmacien) – af Franquin 1946
- Den gamle dame (La vieille dame) – af Franquin 1946
- Splint på stranden (Spirou à la plage) – af Franquin 1947
- Splint og radiocirkusset (Spirou et le Radio-Circus) (Marcel Fort) )– af Franquin 1953
- Risikere alt (Annonce pour Risque-Tout) – af Franquin 1955
- Reportage fra restauranten PiedBoeuf (Reportage à la brasserie PiedBoeuf) – af Franquin 1957
- Splint 2000 (Spirou 2000) – af Franquin 1957
- Splint fra C.E.C.A. (Spirou au C.E.C.A) af Franquin 1958
- Gangsternes marked (La foire aux gangsters (Fin inédite)) – af Franquin 1958
- QRN Bretzelburg (Le début inédit de QRN sur Bretzelburg) – af Franquin 1961
- Parkopsynsmanden og spirillen (Le gardien du parc et le marsupilami) – af Franquin 1965
- Donkraften (Le cric) – af Franquin 1968
- Splint 1. (Spirou 1er) – af Rob-Vel 1971
- Spirillen og redaktøren (Le marsupilami à la rédac) – af Franquin og Fournier 1971
- Tag til Champignac! (Allez Champignac!) – af Nic Broca 1981
- Stilhedsfabrikanten (Les faiseurs de silence (Fin inédite)) – af Nic & Cauvin 1984
- Splint pirat! (Spirou PIRATES!) – af Sergueï og Mikaelof 1999
- Splints fødsel (La naissance de Spirou (hommage)) – af Munuera 2005